# Елбоу
Річка  Елбоу (англ. Elbow River — «Річка Лікоть»)  — річка у провінції Альберта, Канада.  Площа басейну — 1200 км².
Бере початок в озері Елбоу у Канадських скелястих горах. Річка тече до міста Калгарі та впадає у річку Боу. Озеро Елбоу знаходиться у «Провінційному парку Елбоу-Шіп». Далі річка протікає через передгір'я до села Брагг-Крік, потім резервацію індіанців на захід від Калгарі. Потім річка прямує до Калгарі і є одним з двох основних джерел водопостачання міста. Річка тече поряд зі стадіоном Калгарійського Стампіда і впадає в річку Боу на захід від Зоопарку Калгарі.
У 2005 році була повінь, під час якої рівень води був найвищий за останні два століття. Близько 1 500 людей було евакуйовано.

## Галерея фотографій

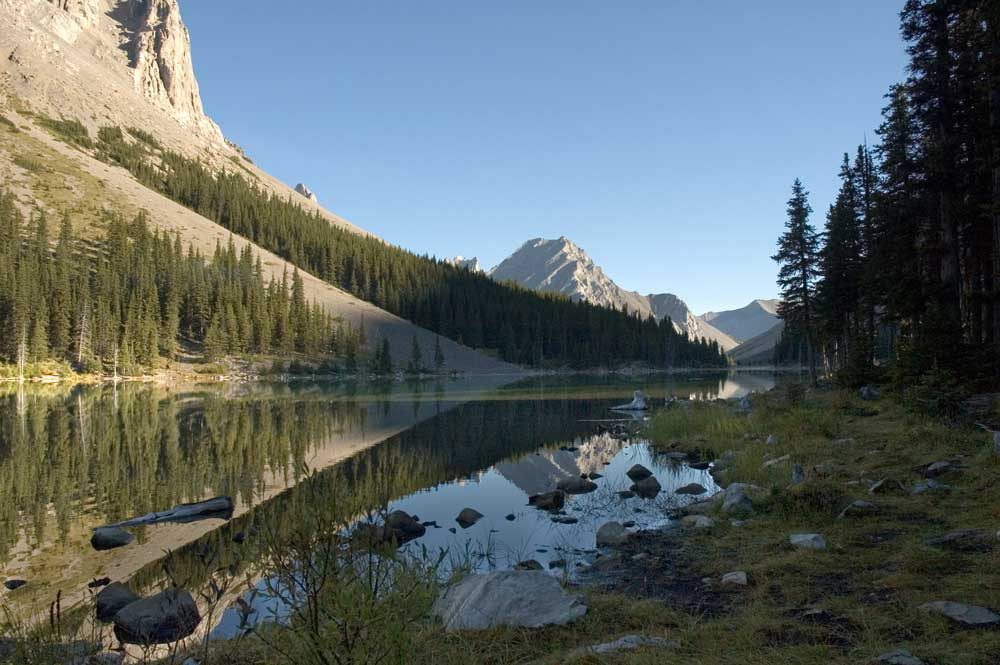
Озеро Елбоу
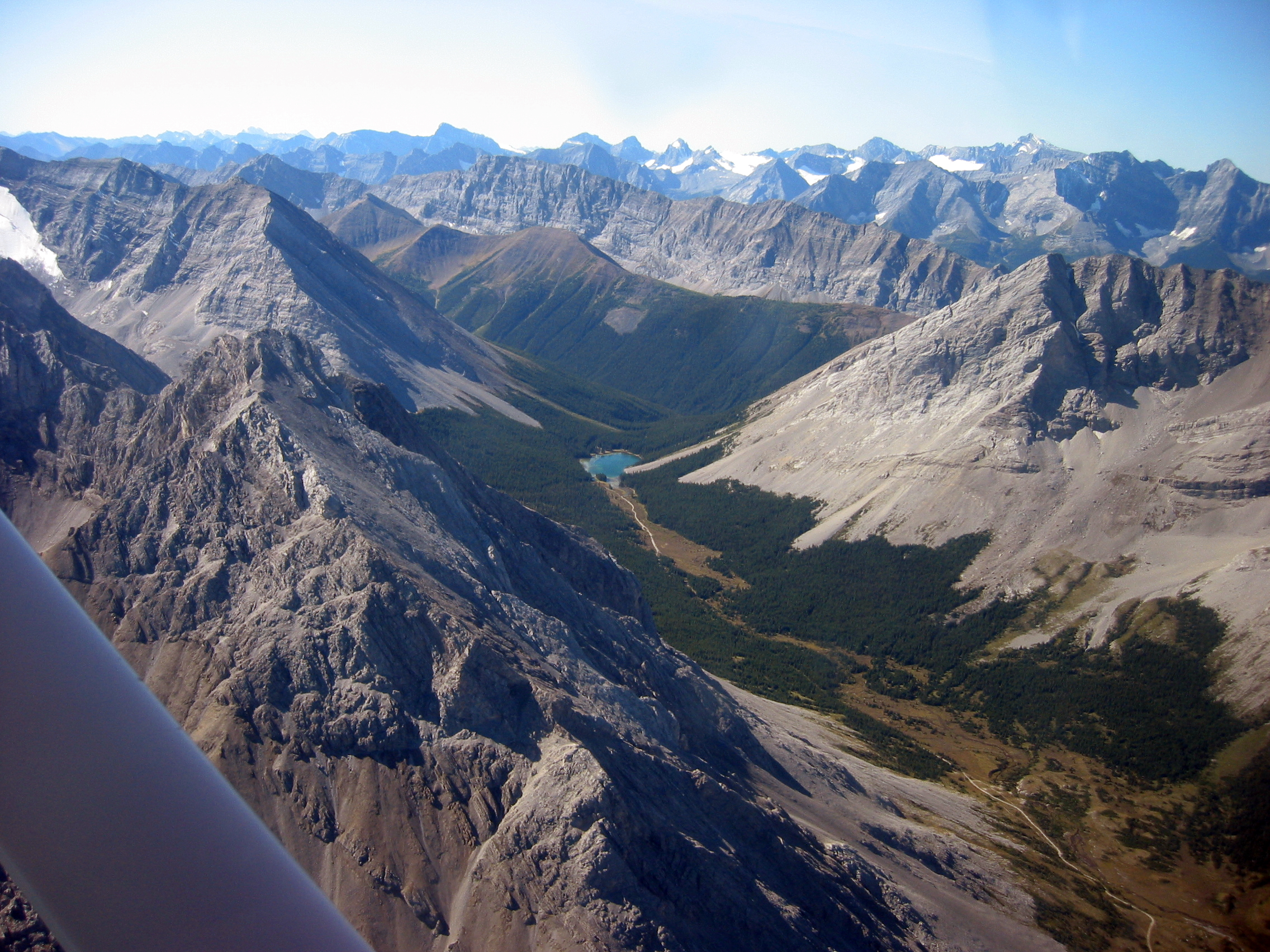
Верхня течія Елбоу
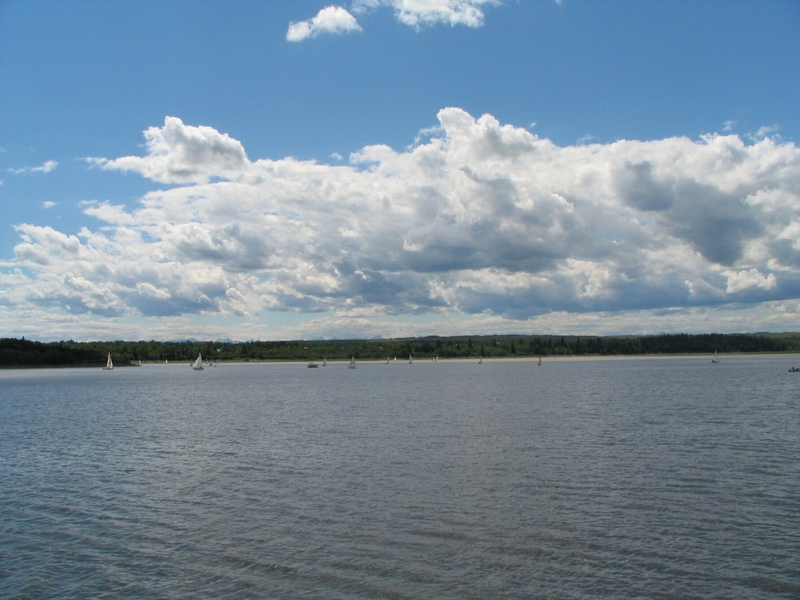
Резервуар Гленмор в місті Калгарі
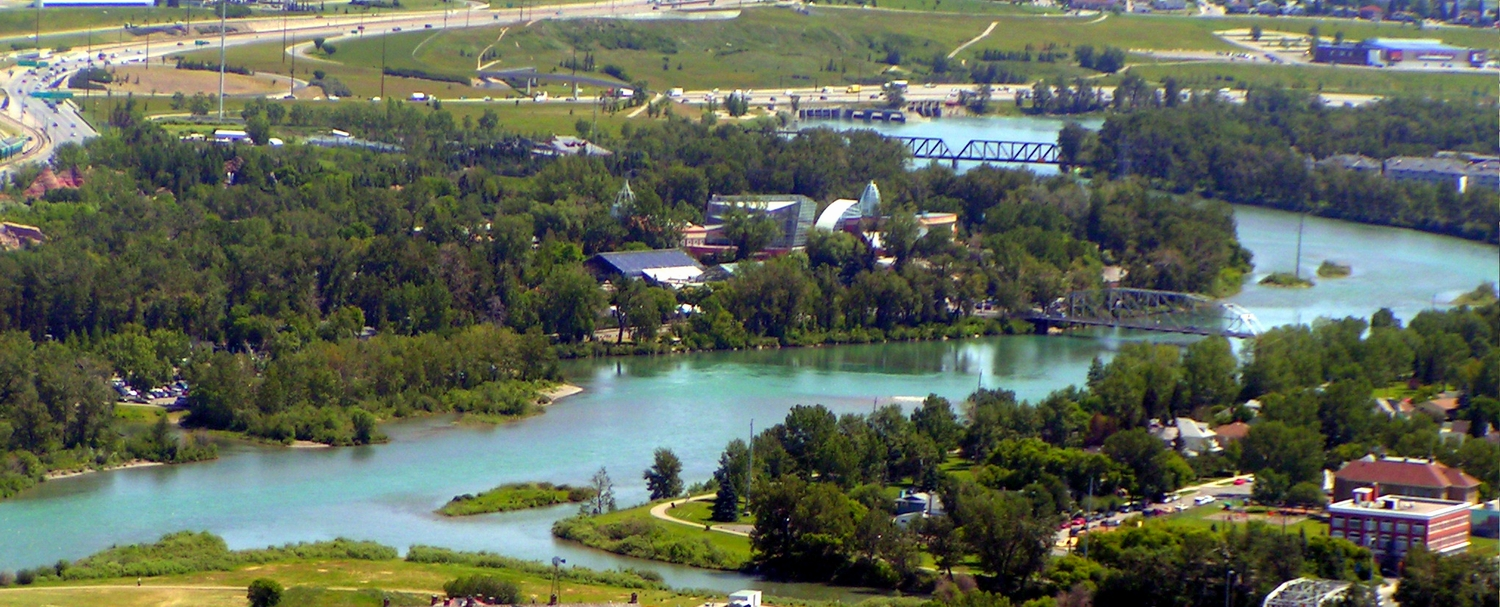
Елбоу впадає в річку Боу